# Tim Borowski
Tim Borowski és un futbolista alemany. Va nàixer a Neubrandenburg (Mecklemburg-Pomerània Occidental). Juga de migcampista i el seu primer equip va ser el Werder Bremen.

## Carrera futbolística
Ha jugat a les categories inferiors del Werder Bremen fins a 2001, quan va passar a formar part de la primera plantilla.
Amb el seu equip va guanyar una Lliga i una Copa d'Alemanya la temporada 03-04.
El 13 de gener de 2008 el seu ara exclub el Werder Bremen va donar a conèixer a la seua pàgina web oficial que jugaria a partir d'eixa pròxima temporada amb els gegants d'Alemanya el poderós Bayern de Múnic sense cap cost pel seu traspàs, ja que arriba amb la carta de llibertat en la mà, un dia després la directiva bavaresa confirmava la notícia.

### El retorn al Werder Bremen
Després de només un any al Bayern, Borowski tornà al Werder Bremen el 22 de juliol del 2009 i signà un contracte de tres anys amb el seu club d'origen.